# Sacculina zariquieyi
Sacculina zariquieyi is een krabbezakjessoort uit de familie van de Sacculinidae. De wetenschappelijke naam van de soort is voor het eerst geldig gepubliceerd in 1947 door Boschma.